# Okręg wyborczy nr 12 do Sejmu Rzeczypospolitej Polskiej (1991–1993)
Okręg wyborczy nr 12 do Sejmu Rzeczypospolitej Polskiej (1991–1993) obejmował województwo wałbrzyskie. W ówczesnym kształcie został utworzony w 1991. Wybieranych było w nim 8 posłów w systemie proporcjonalnym.
Siedzibą okręgowej komisji wyborczej był Wałbrzych.

## Wybory parlamentarne 1991
Głosowanie odbyło się 27 października 1991.
| Komitet wyborczy                                      | Komitet wyborczy                                     | Głosów | %     | Mandaty | Wybrani posłowie    |
| ----------------------------------------------------- | ---------------------------------------------------- | ------ | ----- | ------- | ------------------- |
|                                                       | Unia Demokratyczna                                   | 33 611 | 16,61 | 1       | Jan Lityński        |
|                                                       | Sojusz Lewicy Demokratycznej                         | 30 166 | 14,91 | 1       | Bogumił Zych        |
|                                                       | Wyborcza Akcja Katolicka                             | 22 519 | 11,13 | 1       | Teresa Bazała       |
|                                                       | Porozumienie Obywatelskie Centrum                    | 15 728 | 7,77  | 1       | Jerzy Eysymontt     |
|                                                       | Polskie Stronnictwo Ludowe Sojusz Programowy         | 14 172 | 7,00  | 1       | Ryszard Jastrzębski |
|                                                       | Konfederacja Polski Niepodległej                     | 14 073 | 6,95  | 1       | Adam Ziemiński      |
|                                                       | Polska Partia Przyjaciół Piwa                        | 12 122 | 5,99  | 1       | Leszek Bubel        |
|                                                       | Kongres Liberalno-Demokratyczny                      | 11 056 | 5,46  | 1       | Mirosław Sośnicki   |
|                                                       | Niezależny Samorządny Związek Zawodowy „Solidarność” | 9346   | 4,62  | –       |                     |
|                                                       | Porozumienie Ludowe                                  | 8056   | 3,98  | –       |                     |
|                                                       | Solidarność Pracy                                    | 5918   | 2,92  | –       |                     |
|                                                       | Partia Wolności                                      | 5463   | 2,70  | –       |                     |
|                                                       | Chrześcijańska Demokracja                            | 4311   | 2,13  | –       |                     |
|                                                       | Unia Polityki Realnej                                | 3985   | 1,97  | –       |                     |
|                                                       | Stronnictwo Narodowe                                 | 2744   | 1,36  | –       |                     |
|                                                       | Stronnictwo Demokratyczne                            | 2393   | 1,18  | –       |                     |
|                                                       | Polska Partia Ekologiczna – Zieloni                  | 2262   | 1,12  | –       |                     |
|                                                       | Zdrowa Polska - Sojusz Ekologiczny                   | 1979   | 0,98  | –       |                     |
|                                                       | Ruch Chrześcijańsko-Społeczny „Przymierze”           | 1385   | 0,68  | –       |                     |
|                                                       | Polski Związek Zachodni                              | 568    | 0,28  | –       |                     |
|                                                       | Blok Ludowo-Chrześcijański                           | 517    | 0,26  | –       |                     |
| Frekwencja: 39,77% Źródło: Państwowa Komisja Wyborcza |                                                      |        |       |         |                     |